# Ján Lašák
Ján Lašák (* 10. dubna 1979, Zvolen, Československo) je bývalý slovenský hokejový brankář.

## Hráčská kariéra
- 1998–1999 HKm Zvolen
- 1999–2000 Hampton Roads Admirals ECHL
- 2000–2001 Milwaukee Admirals AHL
- 2001–2002 Nashville Predators, odehrál zde jen 6 zápasů, Milwaukee Admirals AHL
- 2002–2003 Nashville Predators, Milwaukee Admirals AHL
- 2003–2004 SKA Petrohrad v ruské hokejové superlize
- 2004–2005 HC Moeller Pardubice Mistr české extraligy
- 2005–2006 HC Moeller Pardubice
- 2006–2007 HC Moeller Pardubice
- 2007–2008 HC Moeller Pardubice
- 2008–2009 HC Eaton Pardubice
- 2009–2010 HC Košice
- 2009–2010 Atlant Mytišči
- 2010–2011 Jokerit Helsinky
- 2011–2012 Amur Chabarovsk (Rusko) (KHL)
- 2012–2013 Amur Chabarovsk, HC Spartak Moskva (Rusko) (KHL)
- 2013–2014 HC Dukla Trenčín, Bílí Tygři Liberec
- 2014–2015 Bílí Tygři Liberec
- 2015–2016 Bílí Tygři Liberec Mistr české extraligy
- 2016–2017 Bílí Tygři Liberec
- 2017–2018 konec hokejové kariéry [3]

## Reprezentace
|                                   | Rok | Celkem | Soupisky |
| --------------------------------- | --- | ------ | --- |
| Mistrovství světa v ledním hokeji | MS 2000 – · MS 2001 – 7. místo · MS 2002 – · MS 2003 – · MS 2004 – 4. místo · MS 2005 – 5. místo · MS 2006 – 8. místo · MS 2008 – 13. místo · MS 2009 – 10. místo | 9×     | Soupiska MS 2000 Soupiska MS 2001 Soupiska MS 2002 Soupiska MS 2003 Soupiska MS 2004 Soupiska MS 2005 Soupiska MS 2006 Soupiska MS 2008 Soupiska MS 2009 |
| Lední hokej na olympijských hrách | ZOH 2002 – 13. místo ZOH 2006 – 5. místo | 2×     | Soupiska ZOH 2002 Soupiska ZOH 2006 |

Stal se slovenskou reprezentační brankářskou jedničkou. Dostal se také do reprezentačního výběru Slovenska na zimní olympijské hry 2006 v Turíně, kde nakonec nastoupil pouze v zápase proti Lotyšsku a dostal v něm tři góly. Do ZOH 2006 odehrál za Slovensko 53 reprezentačních zápasů.

## Ocenění
Ján Lašák je držitelem čtyř slovenských ocenění z ankety (nejlepší brankář) Zlatý puk v letech 2002–2005.
V roce 2002 mu byl také udělen Kříž prezidenta Slovenské republiky I. třídy a v roce 2003 pak také Medaile prezidenta Slovenské republiky.